# Jeanne Demers
Pour les articles homonymes, voir Demers.
Jeanne Demers (née Jeanne Cloutier) est une professeur québécoise née à Québec le 6 mai 1924 et décédée le 3 mars 2005 à Montréal à l'âge de 80 ans, deux mois avant son 81e anniversaire. 
Elle a été directrice du Département d'études françaises de à l'Université de Montréal. 
Elle a été présidente de l'Académie des lettres et des sciences humaines de la Société royale du Canada de 1991 à 1994.
Jeanne Demers était un membre actif de l'Académie québécoise de 'Pataphysique, avec Paul Zumthor.

## Distinctions
- 1985 - Membre de la Société royale du Canada
- 1996 - Chevalier de l'Ordre national du Québec
- Membre de l'Académie québécoise de Pataphysique